# Калас, Томаш
То́маш Ка́лас (чеш. Tomáš Kalas; род. 15 мая 1993, Оломоуц, Североморавский край) — чешский футболист, защитник немецкого клуба «Шальке 04». Выступал за сборную Чехии.

## Клубная карьера

### «Сигма»
Томаш Калас начал свою карьеру у себя на родине в клубе «Сигма» из города Оломоуца. В основной команде дебютировал 5 мая 2010 года в матче против «Слована», его команда победила со счётом 2:0.

### «Челси»
7 июля 2010 года он подписал контракт с «Челси», как сообщалось, цена трансфера составила около 5,2 млн фунтов стерлингов, после чего он сразу же вернулся в «Сигму» на правах годовой аренды. Калас вернулся в «Челси» во второй половине сезона 2010/11. 21 февраля, Томаш, дебютировал за резервную команду «Челси», в гостевом матче против «Астон Виллы», который завершился вничью 2:2. 17 июля 2013 года, Калас, дебютировал в составе «Челси», в предсезонном товарищеском матче против «Всех звёзд Сингха», в рамках предсезонного азиатского турне. Четыре дня спустя, 21 июля 2013 года он сыграл против «Всех звёзд Малайзии», 25 июля 2013 года против «Всех звёзд Индонезии». В июле 2013 года он сломал малоберцовую кость и пропустил месяц из-за травмы. Дебют в официальных матчах состоялся 29 октября 2013 года против «Арсенала» в рамках Кубка Футбольной лиги, выйдя на замену Хуану Мате забившему 2 гол.

### Аренда в «Витесс»
Два сезона — 2011/12 и 2012/13 — Калас отыграл в аренде в голландском «Витесс». В новом клубе получил футболку с номером 2. Калас дебютировал за новый клуб, 17 сентября 2011 года, против «Роды», который закончился победой 5:0. В марте 2012 года Калас признался, что он ещё не знает, где будет играть в следующем сезоне, и что его вс устраивает в аренде. «В идеале я останусь ещё на один год в этом клубе», — сказал он. «Проще говоря у меня есть три варианта. Я останусь здесь, вернусь в „Челси“, или уйду в аренду в другой клуб. В конце марта я буду говорить с моими тренерами о следующем сезоне и узнаю больше». 11 июля 2012 года, Калас вернулся в «Витесс» до конца сезона 2012/13, и продлил контракт с «Челси» до лета 2017 года. Первый гол в Эредивизи, Калас забил 16 сентября 2012 года в ворота «Гронингена» (3:0). 10 июля 2013 года, Жозе Моуринью, подтвердил что Калас остается в «Челси» и будет бороться за своё место в команде.

### Дальнейшая карьера
11 июня 2014 года, «Челси» и «Кёльн» договорились об аренде Томаша Каласа на сезон, которая начнётся с 1 июля, однако ни в одном матче Бундеслиги он участия не принял. В январе 2015 года арендное соглашение было расторгнуто и 10 января Томаш на правах аренды до конца сезона перешёл из «Челси» в «Мидлсбро».
17 июля 2015 года «Мидлсбро» повторно арендовал Каласа сроком на один год.
13 июля 2016 года Калас присоединился к «Фулхэму» на правах аренды сроком на один сезон, и это была его пятая аренда.
23 августа 2018 года клуб «Челси» шестой раз отдал в аренду Томаша, на этот раз в «Бристоль Сити».

### «Бристоль Сити»
1 июля 2019 года, после его успешной аренды, «Бристоль Сити» подтвердил постоянное подписание Каласа за рекордную для клуба сумму в 8 млн фунтов стерлингов. Он подписал четырехлетний контракт до 2023 года. Он забил свой первый гол за «Бристоль Сити» в победном матче со счетом 2:1 против «Ковентри Сити» 12 сентября 2020 года.

### «Шальке 04»
26 августа 2023 года Калас подписал двухлетний контракт с немецким клубом Второй Бундеслиги «Шальке 04».

## Международная карьера
Томаш дебютировал в сборной Чехии до 17 лет 5 сентября 2009 года, выйдя на 61-й минуте на замену в матче отборочного тура к чемпионату Европы до 17 лет против сборной Беларуси, который сборная Чехии выиграла со счётом 1:0. Далее он сыграл в финальных матчах групповой стадии чемпионата Европы, но в матче против сборной Греции был удалён на 65 минуте, игра закончилась со счётом 0:0. 14 ноября 2012 года, Калас дебютировал в товарищеском матче с против сборной Словакии за основную сборную страны. Он вышел на замену Давиду Лимберскому на 74-й минуте матча, выигранному 3:0.

## Статистика выступлений

### Клубная статистика
| Клуб                   | Сезон      | Лига         | Лига  | Лига | Кубок | Кубок | Кубок лиги | Кубок лиги | Европа | Европа | Другое | Другое | Итог  | Итог |
| Клуб                   | Сезон      | Дивизион     | Матчи | Голы | Матчи | Голы  | Матчи      | Голы       | Матчи  | Голы   | Матчи  | Голы   | Матчи | Голы |
| ---------------------- | ---------- | ------------ | ----- | ---- | ----- | ----- | ---------- | ---------- | ------ | ------ | ------ | ------ | ----- | ---- |
| Сигма                  | 2009/10    | Первая лига  | 1     | 0    | 0     | 0     | 0          | 0          | —      | —      | —      | —      | 1     | 0    |
| Сигма                  | 2010/11    | Первая лига  | 4     | 0    | 2     | 0     | 0          | 0          | —      | —      | —      | —      | 6     | 0    |
| Сигма                  | Итог       | Итог         | 5     | 0    | 2     | 0     | 0          | 0          | —      | —      | —      | —      | 7     | 0    |
| Витесс (аренда)        | 2011/12    | Эредивизи    | 32    | 1    | 4     | 0     | 0          | 0          | —      | —      | —      | —      | 36    | 1    |
| Витесс (аренда)        | 2012/13    | Эредивизи    | 34    | 1    | 3     | 0     | 0          | 0          | 3      | 0      | —      | —      | 40    | 1    |
| Витесс (аренда)        | Итог       | Итог         | 66    | 2    | 7     | 0     | 0          | 0          | 3      | 0      | —      | —      | 76    | 2    |
| Челси                  | 2013/14    | Премьер-лига | 2     | 0    | 0     | 0     | 1          | 0          | 1      | 0      | —      | —      | 4     | 0    |
| Кёльн (аренда)         | 2014/15    | Бундеслига   | 0     | 0    | 0     | 0     | —          | —          | —      | —      | —      | —      | 0     | 0    |
| Мидлсбро (аренда)      | 2014/15    | Чемпионшип   | 17    | 0    | 0     | 0     | 0          | 0          | —      | —      | —      | —      | 17    | 0    |
| Мидлсбро (аренда)      | 2015/16    | Чемпионшип   | 26    | 0    | 1     | 0     | 3          | 0          | —      | —      | —      | —      | 30    | 0    |
| Мидлсбро (аренда)      | Итог       | Итог         | 43    | 0    | 1     | 0     | 3          | 0          | —      | —      | —      | —      | 47    | 0    |
| Фулхэм (аренда)        | 2016/17    | Чемпионшип   | 36    | 1    | 2     | 0     | 0          | 0          | —      | —      | 2      | 0      | 40    | 1    |
| Фулхэм (аренда)        | 2017/18    | Чемпионшип   | 33    | 0    | 1     | 0     | 0          | 0          | —      | —      | 2      | 0      | 36    | 0    |
| Фулхэм (аренда)        | Итог       | Итог         | 69    | 1    | 3     | 0     | 0          | 0          | —      | —      | 4      | 0      | 76    | 1    |
| Бристоль Сити (аренда) | 2018/19    | Чемпионшип   | 38    | 0    | 3     | 0     | 0          | 0          | —      | —      | —      | —      | 41    | 0    |
| Бристоль Сити          | 2019/20    | Чемпионшип   | 23    | 0    | 1     | 0     | 0          | 0          | —      | —      | —      | —      | 24    | 0    |
| Бристоль Сити          | 2020/21    | Чемпионшип   | 40    | 1    | 3     | 0     | 1          | 0          | —      | —      | —      | —      | 44    | 1    |
| Бристоль Сити          | Итог       | Итог         | 101   | 1    | 7     | 0     | 1          | 0          | —      | —      | —      | —      | 109   | 1    |
| Общий итог             | Общий итог | Общий итог   | 286   | 4    | 20    | 0     | 5          | 0          | 4      | 0      | 4      | 0      | 319   | 4    |

1. ↑  Матчи в Лиге Европы
2. ↑  Матч в Лиге чемпионов
3. 1 2  Матчи в плей-офф Чемпионшипа

### Международная статистика
| Сборная          | Год              | Товарищеские | Товарищеские | Турниры | Турниры | Всего | Всего |
| Сборная          | Год              | Игры         | Голы         | Игры    | Голы    | Игры  | Голы  |
| ---------------- | ---------------- | ------------ | ------------ | ------- | ------- | ----- | ----- |
| Чехия            | 2012             | 1            | 0            | 0       | 0       | 1     | 0     |
| Чехия            | 2015             | 1            | 0            | 1       | 0       | 2     | 0     |
| Чехия            | 2016             | 2            | 0            | 0       | 0       | 2     | 0     |
| Чехия            | 2017             | 2            | 0            | 0       | 0       | 2     | 0     |
| Всего за карьеру | Всего за карьеру | 6            | 0            | 1       | 0       | 7     | 0     |

### Матчи и голы за сборную
| Матчи и голы за сборную Чехии | Матчи и голы за сборную Чехии | Матчи и голы за сборную Чехии | Матчи и голы за сборную Чехии | Матчи и голы за сборную Чехии | Матчи и голы за сборную Чехии |
| №                             | Дата                          | Оппонент                      | Счёт                          | Голы                          | Соревнование                  |
| ----------------------------- | ----------------------------- | ----------------------------- | ----------------------------- | ----------------------------- | ----------------------------- |
| 1                             | 14 ноября 2012                | Словакия                      | 3:0                           | —                             | Товарищеский матч             |
| 2                             | 13 октября 2015               | Нидерланды                    | 3:2                           | —                             | Отборочный матч ЧЕ-2016       |
| 3                             | 17 ноября 2015                | Польша                        | 1:3                           | —                             | Товарищеский матч             |
| 4                             | 31 августа 2016               | Армения                       | 3:0                           | —                             | Товарищеский матч             |
| 5                             | 15 ноября 2016                | Дания                         | 1:1                           | —                             | Товарищеский матч             |
| 6                             | 22 марта 2017                 | Литва                         | 3:0                           | —                             | Товарищеский матч             |
| 7                             | 5 июня 2017                   | Бельгия                       | 1:2                           | —                             | Товарищеский матч             |
| 8                             | 1 сентября 2017               | Германия                      | 1:2                           | —                             | Отборочный матч ЧМ-2018       |
| 9                             | 4 сентября 2017               | Северная Ирландия             | 0:2                           | —                             | Отборочный матч ЧМ-2018       |
| 10                            | 8 октября 2017                | Сан-Марино                    | 5:0                           | —                             | Отборочный матч ЧМ-2018       |
| 11                            | 11 ноября 2017                | Катар                         | 1:0                           | —                             | Товарищеский матч             |
| 12                            | 26 марта 2018                 | Китай                         | 4:1                           | 1                             | Товарищеский турнир           |
| 13                            | 1 июня 2018                   | Австралия                     | 0:4                           | —                             | Товарищеский матч             |
| 14                            | 6 июня 2018                   | Нигерия                       | 1:0                           | 1                             | Товарищеский матч             |
| 15                            | 6 сентября 2018               | Украина                       | 1:2                           | —                             | Лига наций 2018/19            |
| 16                            | 10 сентября 2018              | Россия                        | 1:5                           | —                             | Товарищеский матч             |
| 17                            | 15 ноября 2018                | Польша                        | 1:0                           | —                             | Товарищеский матч             |
| 18                            | 19 ноября 2018                | Словакия                      | 1:0                           | —                             | Лига наций 2018/19            |
| 19                            | 22 марта 2019                 | Англия                        | 0:5                           | —                             | Отборочный матч ЧЕ-2020       |
| 20                            | 4 сентября 2020               | Словакия                      | 3:1                           | -                             | Лига наций 2020/21            |
| 21                            | 15 ноября 2020                | Израиль                       | 1:0                           | -                             | Лига наций 2020/21            |
| 22                            | 18 ноября 2020                | Словакия                      | 2:0                           | -                             | Лига наций 2020/21            |
| 23                            | 8 июня 2021                   | Албания                       | 3:1                           | -                             | Товарищеский матч             |
| 24                            | 14 июня 2021                  | Шотландия                     | 2:0                           | -                             | ЧЕ-2020. Групповая стадия     |
| 25                            | 18 июня 2021                  | Хорватия                      | 1:1                           | -                             | ЧЕ-2020. Групповая стадия     |
| 26                            | 22 июня 2021                  | Англия                        | 0:1                           | -                             | ЧЕ-2020. Групповая стадия     |
| 27                            | 27 июня 2021                  | Нидерланды                    | 2:0                           | -                             | ЧЕ-2020. 1/8 финала           |
| 28                            | 3 июля 2021                   | Дания                         | 1:2                           | -                             | ЧЕ-2020. 1/4 финала           |
| 29                            | 2 сентября 2021               | Беларусь                      | 1:0                           | -                             | Отборочный матч ЧМ-2022       |
| 30                            | 5 сентября 2021               | Бельгия                       | 0:3                           | -                             | Отборочный матч ЧМ-2022       |
| 31                            | 8 октября 2021                | Уэльс                         | 2:2                           | -                             | Отборочный матч ЧМ-2022       |

Итого: 31 матч / 2 мяча; 17 побед, 3 ничи, 11 поражений.

## Достижения
- Талант года в Чехии: 2012

«Мидлсбро»
- Вице-чемпион Футбольной лиги Англии: 2015/16

«Фулхэм»
- Победитель плей-офф Футбольной лиги Англии: 2017/18